# Nelogica
Nelogica es una fintech brasileña con sede en Porto Alegre, en Río Grande del Sur. Fundada en 2003, está enfocada al desarrollo de softwares de negociación electrónica y otras tecnologías para el mercado financiero, siendo líder en su área en América Latina. Su principal producto es una plataforma de negociación electrónica llamada Profit, distribuida para los sistemas operativos Windows, Android, y iOS. Otros productos desarrollados a través de asociaciones con otras empresas incluyen homebrokers y una plataforma para negociación de criptomoedas llamada Vector.

## Historia
La empresa fue fundada en 2003 por Fabiano Keber y Marcos Boschetti, con sede en Porto Alegre, en Río Grande del Sur. Los fundadores habían desarrollado un método propio para evaluar inversiones, una vez que las herramientas en la época costaban cerca de dos mil dólares, lo que dio origen al principal producto de la empresa, la plataforma Profit. La plataforma es disponibilizada en versiones más básicas y más complejas, siendo distribuida para los sistemas operativos Windows, Android, y iOS.
En 2019, recibió el premio de empresa que más evolucionó de ReclameAqui y Época Negocios. El mismo año, era cotizada en R$1 mil millones. En 2020, año en que presentó crecimiento del 40% y abrió 150 vacantes de empleo, fue evaluada en R$2,9 mil millones. Aún en 2020, anunció planes para disponibilizar acceso a las bolsas americanas y europeas a través de su software, y, en asociación con Vertex Techlogies, lanzó una plataforma enfocada para inversiones en criptomonedas (como Bitcoin), inspirada en Profit, llamada Vector. En 2020 actuó también en el desarrollo de homebrokers, en asociación con otras empresas. A finales del año fue reconocida como una de las Mejores Empresas para trabajar en Río Grande del Sur de acuerdo con el ranking Great Place to Work (GPTW).
La compañía es la mayor de América Latina en el segmento de tecnología de renta variable, procesando millones de órdenes de compraventas y venta por día.